# Naya Federman

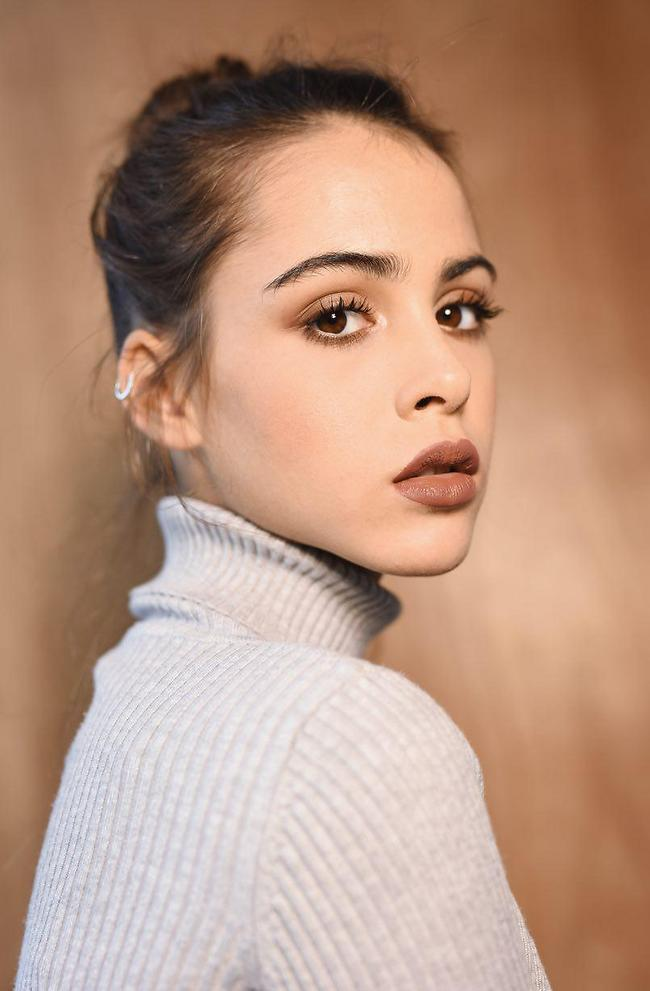
Naya Federman

Naya Federman (hebräisch נאיה פדרמן; * 13. September 2001) ist eine israelische Schauspielerin.

## Leben und Karriere
Federman wuchs in Herzlia auf. Ihre Eltern sind die Geschäftsleute Adi und Tali Federman. 2013 war sie im Musical Das Dschungelbuch zu sehen. 2019 machte sie ihren Wehrdienst bei der IDF. 
Ihren Filmdebüt gab sie 2015 in Guyavot. Anschließend trat sie 2016 in Haotzar Me'ever lanahar auf. 2017 verkörperte sie die Rolle der Shahar im Film Gesta. Im selben Jahr wurde Federman für die Serie Beit HaKlavim gecastet. 2018 spielte sie in der Fortsetzung On The Edge (Gesta 2) erneut die Rolle der Shahar. Zwischen 2020 und 2023 bekam sie in der Serie Spyders eine Hauptrolle.

## Privates
Von 2021 bis 2023 war Federman mit dem Schauspieler Omer Dror liiert. Derzeit lebt sie mit dem DJ Shawn Doron in Herzlia zusammen.

## Filmografie (Auswahl)
Filme
- 2015: Guyavot
- 2016: Haotzar Me'ever lanahar
- 2017: Gesta
- 2018: On The Edge (Gesta 2)
- 2022: Matchmaking

Serien
- 2017–2024: Beit HaKlavim
- 2020–2023: Spyders
- 2023: Full Speed